# Polemannia
- Commons
- Wikispecies

Polemannia é um género botânico pertencente à família Apiaceae.
1. ↑  «Polemannia — World Flora Online». www.worldfloraonline.org. Consultado em 19 de agosto de 2020